# Współksiążę francuski
Współksiążę francuski, także współksiążę świecki – jeden ze współksiążąt Andory.

## HrabiowieFoix

### Dynastia Foix-Carcassonne
| #                                             | Imię            |          | Lata życia              | Lata życia                        | Czas rządów      | Czas rządów      | Rodzice                                 |
| #                                             | Imię            | Urodzony | Zmarł                   | Od                                | Do               |                  | Rodzice                                 |
| --------------------------------------------- | --------------- | -------- | ----------------------- | --------------------------------- | ---------------- | ---------------- | --------------------------------------- |
| 1                                             | Roger Bernard I |          | 1243                    | 3 marca 1302 Tarascon-sur-Ariège  | 8 września 1278  | 3 marca 1302     | Roger IV de Foix Brunissende de Cardona |
| 2                                             | Gaston I        |          | 1287                    | 13 grudnia 1315 Maubuisson        | 3 marca 1302     | 13 grudnia 1315  | Roger Bernard I Małgorzata de Bearn     |
| 3                                             | Gaston II       |          | 1308                    | 26 września 1343 Algeciras        | 13 grudnia 1315  | 26 września 1343 | Gaston I Joanna d’Artois                |
| 4                                             | Gaston III      |          | 30 kwietnia 1331 Orthez | 1 sierpnia 1391 L’Hôpital-d’Orion | 26 września 1343 | 1 sierpnia 1391  | Gaston II Eleonora de Comminges         |
| 5                                             | Mateusz         |          | 1363 lub 1374           | sierpień 1398                     | 1 sierpnia 1391  | 1396             | Roger Bernard IV Géraude de Navailles   |
| Andora została anektowana przez Aragonię 1396 |                 |          |                         |                                   |                  |                  |                                         |
| 5                                             | Mateusz         |          | 1363 lub 1374           | sierpień 1398                     | 1396             | sierpień 1398    | Roger Bernard IV Géraude de Navailles   |
| 6                                             | Izabela         |          | 2 listopada 1361        | 1428                              | sierpień 1398    | 12 lutego 1412   | Roger Bernard IV Géraude de Navailles   |

### Dynastia Grailly
| # | Imię             |          | Lata życia                            | Lata życia                | Czas rządów    | Czas rządów    | Rodzice                                |
| # | Imię             | Urodzony | Zmarł                                 | Od                        | Do             |                | Rodzice                                |
| - | ---------------- | -------- | ------------------------------------- | ------------------------- | -------------- | -------------- | -------------------------------------- |
| 1 | Archibald        |          | 1330                                  | 12 lutego 1412            | sierpień 1398  | 12 lutego 1412 | Roger IV de Foix Erembourg de Périgord |
| 2 | Jan I            |          | 1382                                  | 4 maja 1436 Mazères       | 12 lutego 1412 | 4 maja 1436    | Archibald Izabela                      |
| 3 | Gaston IV        |          | 26 lutego 1423 Petegem-aan-de-Schelde | 25 lipca 1472 Roncevalles | 4 maja 1436    | 25 lipca 1472  | Jan I Joanna d’Albret                  |
| 4 | Franciszek Febus |          | 1 grudnia 1466 Mazères                | 30 stycznia 1483 Pau      | 25 lipca 1472  | 12 lutego 1479 | Gaston Magdalena de Valois             |

## Królowie Nawarry

### Dynastia Grailly
| #                                                  | Imię                |          | Lata życia             | Lata życia                    | Czas rządów      | Czas rządów      | Rodzice                    |
| #                                                  | Imię                | Urodzony | Zmarł                  | Od                            | Do               |                  | Rodzice                    |
| -------------------------------------------------- | ------------------- | -------- | ---------------------- | ----------------------------- | ---------------- | ---------------- | -------------------------- |
| 1                                                  | Franciszek Febus    |          | 1 grudnia 1466 Mazères | 30 stycznia 1483 Pau          | 12 lutego 1479   | 30 stycznia 1483 | Gaston Magdalena de Valois |
| 2                                                  | Katarzyna z Nawarry |          | 1470                   | 12 lutego 1517 Mont-de-Marsan | 30 stycznia 1483 | 1512             | Gaston Magdalena de Valois |
| Andora została anektowana przez Aragonię 1512-1513 |                     |          |                        |                               |                  |                  |                            |
| (2)                                                | Katarzyna z Nawarry |          | 1470                   | 12 lutego 1517 Mont-de-Marsan | 1513             | 12 lutego 1517   | Gaston Magdalena de Valois |

### Dynastia Albret
| # | Imię       |          | Lata życia                              | Lata życia             | Czas rządów     | Czas rządów     | Rodzice                               |
| # | Imię       | Urodzony | Zmarł                                   | Od                     | Do              |                 | Rodzice                               |
| - | ---------- | -------- | --------------------------------------- | ---------------------- | --------------- | --------------- | ------------------------------------- |
| 1 | Jan III    |          | 1469 Segur-le-Chateau                   | 17 czerwca 1516 Monein | 14 czerwca 1484 | 17 czerwca 1516 | Alain d’Albret Françoise de Châtillon |
| 2 | Henryk II  |          | 18 kwietnia 1503 Sangüesa               | 25 maja 1555 Hagetmau  | 12 lutego 1517  | 25 maja 1555    | Jan III Katarzyna z Nawarry           |
| 3 | Joanna III |          | 16 listopada 1528 Saint-Germain-en-Laye | 9 czerwca 1572 Paryż   | 25 maja 1555    | 9 czerwca 1572  | Henryk II Małgorzata z Nawarry        |

### Burbonowie
| # | Imię             |          | Lata życia               | Lata życia                    | Czas rządów    | Czas rządów       | Rodzice                                         |
| # | Imię             | Urodzony | Zmarł                    | Od                            | Do             |                   | Rodzice                                         |
| - | ---------------- | -------- | ------------------------ | ----------------------------- | -------------- | ----------------- | ----------------------------------------------- |
| 1 | Antoni Burbon    |          | 22 kwietnia 1518 La Fère | 17 listopada 1562 Les Andelys | 25 maja 1555   | 17 listopada 1562 | Karol IV de Burbon-Vendôme Franciszka d’Alençon |
| 2 | Henryk IV Burbon |          | 13 grudnia 1553 Pau      | 14 maja 1610 Paryż            | 9 czerwca 1572 | 14 maja 1610      | Antoni Burbon Joanna III                        |

## Królowie, cesarze i republikańscy przywódcy Francji

### Królestwo Francji
| # | Imię                |          | Lata życia                            | Lata życia                         | Czas rządów      | Czas rządów      | Rodzice                                     |
| # | Imię                | Urodzony | Zmarł                                 | Od                                 | Do               |                  | Rodzice                                     |
| - | ------------------- | -------- | ------------------------------------- | ---------------------------------- | ---------------- | ---------------- | ------------------------------------------- |
| 1 | Ludwik XIII         |          | 27 września 1601 Fontainebleau        | 14 maja 1643 Saint-Germain-en-Laye | 14 maja 1610     | 14 maja 1643     | Henryk IV Burbon Maria Medycejska           |
| 2 | Ludwik XIV          |          | 5 września 1638 Saint-Germain-en-Laye | 1 września 1715 Wersal             | 14 maja 1643     | 1 września 1715  | Ludwik XIII Anna Austriaczka                |
| 3 | Ludwik XV           |          | 15 lutego 1710 Wersal                 | 10 maja 1774 Wersal                | 1 września 1715  | 10 maja 1774     | Ludwik Burbon Maria Adelajda Sabaudzka      |
| 4 | Ludwik XVI          |          | 23 sierpnia 1754 Wersal               | 21 stycznia 1793 Paryż             | 10 maja 1774     | 21 września 1792 | Ludwik Ferdynand Burbon Maria Józefa Wettyn |
| 5 | Ludwik XVII de iure |          | 27 marca 1785                         | 8 czerwca 1795                     | 21 stycznia 1793 | 8 czerwca 1795   | Ludwik XVI Maria Antonina                   |

### I Republika,I Cesarstwo Francuskie
21 września 1792 – 27 marca 1806 – Francja zrezygnowała ze stanowiska współksięcia

### I Cesarstwo Francuskie
| #                                                              | Imię               |          | Lata życia               | Lata życia           | Czas rządów   | Czas rządów      | Rodzice                             |
| #                                                              | Imię               | Urodzony | Zmarł                    | Od                   | Do            |                  | Rodzice                             |
| -------------------------------------------------------------- | ------------------ | -------- | ------------------------ | -------------------- | ------------- | ---------------- | ----------------------------------- |
| 1                                                              | Napoleon Bonaparte |          | 15 sierpnia 1769 Ajaccio | 5 maja 1821 Longwood | 27 marca 1806 | 26 stycznia 1812 | Carlo Buonaparte Letycja Buonaparte |
| Andora została anektowana przez Cesarstwo Francuskie 1812–1814 |                    |          |                          |                      |               |                  |                                     |

### I Restauracja Burbonów
| # | Imię         |          | Lata życia               | Lata życia             | Czas rządów     | Czas rządów   | Rodzice                                     |
| # | Imię         | Urodzony | Zmarł                    | Od                     | Do              |               | Rodzice                                     |
| - | ------------ | -------- | ------------------------ | ---------------------- | --------------- | ------------- | ------------------------------------------- |
| 1 | Ludwik XVIII |          | 17 listopada 1755 Wersal | 16 września 1824 Paryż | 6 kwietnia 1814 | 20 marca 1815 | Ludwik Ferdynand Burbon Maria Józefa Wettyn |

### I Cesarstwo Francuskie(Sto dni)
| # | Imię                  |          | Lata życia               | Lata życia                     | Czas rządów     | Czas rządów     | Rodzice                                      |
| # | Imię                  | Urodzony | Zmarł                    | Od                             | Do              |                 | Rodzice                                      |
| - | --------------------- | -------- | ------------------------ | ------------------------------ | --------------- | --------------- | -------------------------------------------- |
| 1 | Napoleon Bonaparte    |          | 15 sierpnia 1769 Ajaccio | 5 maja 1821 Longwood           | 20 marca 1815   | 22 czerwca 1815 | Carlo Buonaparte Letycja Buonaparte          |
| 2 | Napoleon II Bonaparte |          | 20 marca 1811 Paryż      | 22 lipca 1832 zamek Schönbrunn | 22 czerwca 1815 | 7 lipca 1815    | Napoleon Bonaparte Maria Ludwika Austriaczka |

### II Restauracja Burbonów
| # | Imię               |          | Lata życia                 | Lata życia                          | Czas rządów      | Czas rządów      | Rodzice                                             |
| # | Imię               | Urodzony | Zmarł                      | Od                                  | Do               |                  | Rodzice                                             |
| - | ------------------ | -------- | -------------------------- | ----------------------------------- | ---------------- | ---------------- | --------------------------------------------------- |
| 1 | Ludwik XVIII       |          | 17 listopada 1755 Wersal   | 16 września 1824 Paryż              | 8 lipca 1815     | 16 września 1824 | Ludwik Ferdynand Burbon Maria Józefa Wettyn         |
| 2 | Karol X Burbon     |          | 9 października 1757 Wersal | 6 listopada 1836 zamkek Graffenberg | 16 września 1824 | 2 sierpnia 1830  | Ludwik Ferdynand Burbon Maria Józefa Wettyn         |
| 3 | Ludwik XIX de iure |          | 6 sierpnia 1775 Wersal     | 3 czerwca 1844 Gorycja              | 2 sierpnia 1830  | 2 sierpnia 1830  | Karol XMaria Teresa Sabaudzka                       |
| 4 | Henryk V de iure   |          | 29 września 1820, Paryż    | 24 sierpnia 1883 zamek Frohsdorf    | 2 sierpnia 1830  | 2 sierpnia 1830  | Karol Ferdynand d’Artois Karolina Burbon-Sycylijska |

### Monarchia Lipcowa
| # | Imię           |          | Lata życia                | Lata życia                       | Czas rządów     | Czas rządów    | Rodzice                                                           |
| # | Imię           | Urodzony | Zmarł                     | Od                               | Do              |                | Rodzice                                                           |
| - | -------------- | -------- | ------------------------- | -------------------------------- | --------------- | -------------- | ----------------------------------------------------------------- |
| 1 | Ludwik Filip I |          | 6 października 1773 Paryż | 26 sierpnia 1850 Pałac Claremont | 9 sierpnia 1830 | 24 lutego 1848 | Ludwik Filip Józef Burbon-Orleański Ludwika Maria Adelajda Burbon |

### II Republika Francuska(1848–1852)
| Prezydent rządu tymczasowego       |                                              |  |                 |                 |
| 1                                  | Jacques-Charles Dupont de l’Eure (1767–1855) |  | 24 lutego 1848  | 9 maja 1848     |
| Przewodniczący Komisji Wykonawczej |                                              |  |                 |                 |
| 2                                  | François Arago (1786–1853)                   |  | 9 maja 1848     | 24 czerwca 1848 |
| Prezydent rady ministrów           |                                              |  |                 |                 |
| 3                                  | Louis-Eugène Cavaignac (1802–1857)           |  | 28 czerwca 1848 | 20 grudnia 1848 |
| Prezydent                          |                                              |  |                 |                 |
| 4                                  | Karol Ludwik Napoleon Bonaparte (1808–1873)  |  | 20 grudnia 1848 | 2 grudnia 1852  |

### II Cesarstwo Francuskie(1852–1870)
| # | Imię                   |          | Lata życia             | Lata życia                  | Czas rządów    | Czas rządów     | Rodzice                                   |
| # | Imię                   | Urodzony | Zmarł                  | Od                          | Do             |                 | Rodzice                                   |
| - | ---------------------- | -------- | ---------------------- | --------------------------- | -------------- | --------------- | ----------------------------------------- |
| 1 | Napoleon III Bonaparte |          | 20 kwietnia 1808 Paryż | 9 stycznia 1873 Chislehurst | 2 grudnia 1852 | 4 września 1870 | Ludwik Bonaparte Hortensja de Beauharnais |

### III Republika Francuska(1870–1940)
| Szef państwa |                                        |  |                  |                  |
| 1            | Louis Jules Trochu (1815–1896)         |  | 4 września 1870  | 17 lutego 1871   |
| 2            | Adolphe Thiers (1797–1877)             |  | 17 lutego 1871   | 31 sierpnia 1871 |
| Prezydent    |                                        |  |                  |                  |
| (2)          | Adolphe Thiers (1797–1877)             |  | 31 sierpnia 1871 | 24 maja 1873     |
| 3            | Patrice Mac-Mahon (1808–1893)          |  | 24 maja 1873     | 30 stycznia 1879 |
| 4            | Jules Grévy (1807–1891)                |  | 30 stycznia 1879 | 2 grudnia 1887   |
| 5            | Marie François Sadi Carnot (1837–1894) |  | 3 grudnia 1887   | 25 czerwca 1894  |
| 6            | Jean Casimir-Périer (1847–1907)        |  | 27 czerwca 1894  | 16 stycznia 1895 |
| 7            | Félix François Faure (1841–1899)       |  | 17 stycznia 1895 | 16 lutego 1899   |
| 8            | Émile François Loubet (1838–1929)      |  | 18 lutego 1899   | 18 lutego 1906   |
| 9            | Armand Fallières (1841–1931)           |  | 18 lutego 1906   | 18 lutego 1913   |
| 10           | Raymond Poincaré (1860–1934)           |  | 18 lutego 1913   | 18 lutego 1920   |
| 11           | Paul Deschanel (1855–1922)             |  | 18 lutego 1920   | 21 września 1920 |
| 12           | Alexandre Millerand (1859–1943)        |  | 23 września 1920 | 11 czerwca 1924  |
| 13           | Gaston Doumergue (1863–1937)           |  | 13 czerwca 1924  | 13 czerwca 1931  |
| 14           | Paul Doumer (1857–1932)                |  | 13 czerwca 1931  | 7 maja 1932      |
| 15           | Albert Lebrun (1871–1950)              |  | 10 maja 1932     | 11 lipca 1940    |

### Rząd Vichy(1940–1944)
| Głowa państwa |                             |  |               |                  |
| 1             | Philippe Pétain (1856–1951) |  | 11 lipca 1940 | 20 sierpnia 1944 |

### Rząd tymczasowy Republiki Francuskiej (1944–1947)
| Przewodniczący Rządu Tymczasowego      |                               |  |                  |                  |
| 1                                      | Charles de Gaulle (1890–1970) |  | 3 czerwca 1944   | 20 stycznia 1946 |
| 2                                      | Félix Gouin (1887–1977)       |  | 26 stycznia 1946 | 24 czerwca 1946  |
| 3                                      | Georges Bidault (1899–1983)   |  | 24 czerwca 1946  | 16 grudnia 1946  |
| Przewodniczący Zgromadzenia Narodowego |                               |  |                  |                  |
| 4                                      | Vincent Auriol (1884–1966)    |  | 16 grudnia 1946  | 16 stycznia 1947 |

### IV Republika Francuska(1947–1959)
| Prezydent |                            |  |                  |                  |
| 1         | Vincent Auriol (1884–1966) |  | 16 stycznia 1947 | 16 stycznia 1954 |
| 2         | René Coty (1882–1962)      |  | 16 stycznia 1954 | 8 stycznia 1959  |

### Piąta Republika(od 1959)
| Prezydent |                                      |  |                  |                  |
| 1         | Charles de Gaulle (1890–1970)        |  | 8 stycznia 1959  | 28 kwietnia 1969 |
| –         | Alain Poher (1909–1996)              |  | 28 kwietnia 1969 | 20 czerwca 1969  |
| 2         | Georges Pompidou (1911–1974)         |  | 20 czerwca 1969  | 2 kwietnia 1974  |
| –         | Alain Poher (1909–1996)              |  | 2 kwietnia 1974  | 27 maja 1974     |
| 3         | Valéry Giscard d’Estaing (1926-2020) |  | 27 maja 1974     | 21 maja 1981     |
| 4         | François Mitterrand (1916–1996)      |  | 21 maja 1981     | 17 maja 1995     |
| 5         | Jacques Chirac (1932-2019)           |  | 17 maja 1995     | 16 maja 2007     |
| 6         | Nicolas Sarkozy (ur. 1955)           |  | 16 maja 2007     | 15 maja 2012     |
| 7         | François Hollande (ur. 1954)         |  | 15 maja 2012     | 14 maja 2017     |
| 8         | Emmanuel Macron (ur. 1977)           |  | 14 maja 2017     | nadal            |

## Legenda
- tymczasowy prezydent